# Pietro Tagliapietra
Pietro Tagliapietra (Venezia, 31 dicembre 1884 – Spoleto, 11 maggio 1948) è stato un arcivescovo cattolico italiano.

## Biografia
Nacque a Venezia il 31 dicembre 1884.
Il 25 luglio 1908 fu ordinato sacerdote per il patriarcato di Venezia.
Il 22 febbraio 1932 fu nominato vescovo di San Severino ed amministratore perpetuo di Treia.
Il 12 settembre 1934 fu promosso arcivescovo di Spoleto.
Il 13 ottobre 1938 celebrò il sinodo.
Si spense a Spoleto l'11 maggio 1948 all'età di 63 anni. Riposa nella Cappella degli arcivescovi nella cattedrale di Spoleto.

## Genealogia episcopale
La genealogia episcopale è:
- Cardinale Scipione Rebiba
- Cardinale Giulio Antonio Santori
- Cardinale Girolamo Bernerio, O.P.
- Arcivescovo Galeazzo Sanvitale
- Cardinale Ludovico Ludovisi
- Cardinale Luigi Caetani
- Cardinale Ulderico Carpegna
- Cardinale Paluzzo Paluzzi Altieri degli Albertoni
- Papa Benedetto XIII
- Papa Benedetto XIV
- Papa Clemente XIII
- Cardinale Marcantonio Colonna
- Cardinale Giacinto Sigismondo Gerdil, B.
- Cardinale Giulio Maria della Somaglia
- Cardinale Carlo Odescalchi, S.I.
- Cardinale Costantino Patrizi Naro
- Cardinale Lucido Maria Parocchi
- Cardinale Pietro Respighi
- Cardinale Pietro La Fontaine
- Arcivescovo Pietro Tagliapietra